# Yoo Se-rye
Yoo Se-rye (de nacimiento Yoo Hee-jeong) es una actriz surcoreana.

## Filmografía

### Series de televisión
| Año     | Título                   | Rol                              | Red  | Ref.  |
| ------- | ------------------------ | -------------------------------- | ---- | ----- |
| 2006    | Jumong                   | So-si, doncella de Lady Ye So-ya | MBC  |       |
| 2007-08 | First Wives' Club        | Hong Bo-hae                      | SBS  |       |
| 2009    | My Too Perfect Sons      |                                  | KBS2 |       |
| 2011    | Sign                     | Mi-young                         | SBS  |       |
| 2011-12 | Ojakgyo Family           |                                  | KBS2 |       |
| 2011-12 | Living in Style          | Eun Geun-hee                     | SBS  |       |
| 2012-13 | The Sons                 | Ha Seon-joo                      | MBC  |       |
| 2012-14 | Hometown Over the Hill 2 | Kim Hwa-young                    | KBS1 | [ 2 ] |
| 2013    | Nine: Nine Time Travels  | Sung Eun-joo in 2012             | tvN  |       |
| 2015    | But the lush Day         | Go Yeon-jeong                    | KBS2 | [ 3 ] |
| 2016    | Another Oh Hae-young     | Chan-joo                         | tvN  |       |
| 2016-17 | Our Gap-soon             | Jung Man-joo                     | SBS  |       |
| 2024    | Missing Crown Prince     | Reina Yoon                       | MBN  | [ 4 ] |

### Cine
| Año  | Título            | Papel                   |
| ---- | ----------------- | ----------------------- |
| 2003 | Crazy First Love  |                         |
| 2003 | Circle            | Cho-seon                |
| 2006 | Vampiro Cop Ricky | amiga de Yeon-hee       |
| 2006 | Sundays in August | propietaria de librería |